# Neal Purvis
Neal Purvis, född 9 september 1961, är en brittisk manusförfattare som tillsammans med Robert Wade har skrivit James Bond-filmerna; Världen räcker inte till (1999), Die Another Day (2002), Casino Royale (2006), Quantum of Solace (2008), Skyfall (2012) och Spectre (2015).

## Filmografi (urval)
- 1999 – Världen räcker inte till
- 2002 – Die Another Day
- 2003 – Johnny English
- 2005 – Stoned
- 2006 – Casino Royale
- 2008 – Quantum of Solace
- 2012 – Skyfall
- 2015 – Spectre